# Balón de Oro 1988

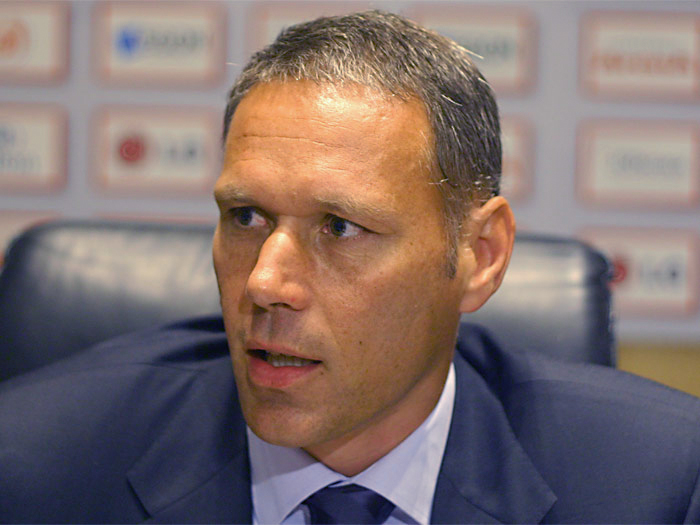
Marco van Basten, vencedor de su primer Balón de Oro.

La edición de 1988 del Balón de Oro, 33.ª edición del premio de fútbol creado por la revista francesa France Football, fue ganada por el neerlandés Marco van Basten (AC Milan).
El jurado estuvo compuesto por 27 periodistas especializados, de cada una de las siguientes asociaciones miembros de la UEFA: Albania, Alemania Occidental, Alemania Oriental, Austria, Bélgica, Bulgaria, Checoslovaquia, Dinamarca, Escocia, España, Finlandia, Francia, Grecia, Hungría, Inglaterra, Irlanda, Italia, Luxemburgo, Países Bajos, Polonia, Portugal, Rumanía, Suecia, Suiza, Turquía, Unión Soviética y Yugoslavia.
El resultado de la votación fue publicado en el número 2229 de France Football, el 27 de diciembre de 1988.

## Sistema de votación
Cada uno de los miembros del jurado elige a los que a su juicio son los cinco mejores futbolistas europeos. El jugador elegido en primer lugar recibe cinco puntos, el elegido en segundo lugar cuatro puntos y así sucesivamente.
De esta forma, se repartieron 405 puntos, siendo 135 el máximo número de puntos que podía obtener cada jugador (en caso de que los 27 miembros del jurado le asignaran cinco puntos).

## Clasificación final
| Puesto | Jugador                | Equipo                             | Votos | Votos | Votos | Votos | Votos | Votos | Puntos |
| Puesto | Jugador                | Equipo                             | 1º    | 2º    | 3º    | 4º    | 5º    | Total | Puntos |
| ------ | ---------------------- | ---------------------------------- | ----- | ----- | ----- | ----- | ----- | ----- | ------ |
| 1º     | Marco van Basten       | Milan                              | 23    | 2     | 2     |       |       | 27    | 129    |
| 2º     | Ruud Gullit            | Milan                              | 3     | 10    | 8     | 4     | 1     | 26    | 88     |
| 3º     | Frank Rijkaard         | Zaragoza / Milan                   | 1     | 5     | 6     |       | 2     | 14    | 45     |
| 4º     | Oleksiy Mykhaylychenko | Dinamo Kiev                        |       | 3     | 5     | 5     | 4     | 17    | 41     |
| 5º     | Ronald Koeman          | PSV Eindhoven                      |       | 5     | 2     | 6     | 1     | 14    | 39     |
| 6º     | Lothar Matthäus        | Bayern Munich / Inter de Milán     |       | 1     | 1     | 1     | 1     | 4     | 10     |
| 7º     | Gianluca Vialli        | Sampdoria                          |       |       |       | 2     | 3     | 5     | 7      |
| 8º     | Aleksandr Zavarov      | Dinamo Kiev / Juventus             |       |       | 1     |       | 2     | 3     | 5      |
|        | Jürgen Klinsmann       | Stuttgart                          |       |       |       | 2     | 1     | 3     | 5      |
|        | Franco Baresi          | Milan                              |       |       |       | 1     | 3     | 4     | 5      |
| 11º    | Tanju Çolak            | Galatasaray                        |       | 1     |       |       |       | 1     | 4      |
|        | Oleg Kuznetsov         | Dinamo Kiev                        |       |       |       | 1     | 2     | 3     | 4      |
| 13º    | Rinat Dasáyev          | Spartak Moscú / Sevilla            |       |       | 1     |       |       | 1     | 3      |
|        | Anatoli Demianenko     | Dinamo Kiev                        |       |       | 1     |       |       | 1     | 3      |
|        | Glenn Hysén            | Fiorentina                         |       |       |       | 1     | 1     | 2     | 3      |
|        | Míchel                 | Real Madrid                        |       |       |       | 1     | 1     | 2     | 3      |
| 17º    | Flemming Povlsen       | Colonia                            |       |       |       | 1     |       | 1     | 2      |
|        | Michel Preud’homme     | Malinas                            |       |       |       | 1     |       | 1     | 2      |
|        | Walter Zenga           | Inter de Milán                     |       |       |       | 1     |       | 1     | 2      |
| 20º    | Gheorghe Hagi          | Steaua Bucarest                    |       |       |       |       | 1     | 1     | 1      |
|        | Roberto Mancini        | Sampdoria                          |       |       |       |       | 1     | 1     | 1      |
|        | Dejan Savićević        | Budućnost / Estrella Roja Belgrado |       |       |       |       | 1     | 1     | 1      |
|        | Neville Southall       | Everton                            |       |       |       |       | 1     | 1     | 1      |
|        | Dragan Stojković       | Estrella Roja Belgrado             |       |       |       |       | 1     | 1     | 1      |

## Curiosidades
- Primera vez que los tres jugadores que copan el podio pertenecen al mismo equipo. La segunda vez sería el año siguiente, 1989, también por jugadores del Milan.
- Tercera vez en la que los tres jugadores que copan el podio son del mismo país. La primera vez fue en 1972 y la segunda vez en 1981, siendo en ambos casos jugadores alemanes los que coparon el podio.